# Hunyadfalva
Hunyadfalva község az Észak-Alföldi régióban, Jász-Nagykun-Szolnok vármegye Szolnoki járásában. 535 hektáros kiterjedésével a vármegye legkisebb közigazgatási területű és legkevesebb lakosú települése.

## Fekvése
Szolnoktól körülbelül 30 kilométerre, északkeletre fekszik. Jász-Nagykun-Szolnok vármegye középső, de mégis északi részén található, ott, ahol Heves vármegye „betüremkedik” a megyébe. A település a Tisza-tó turisztikai régióhoz tartozik. Mindössze négy települési szomszédja van: északkelet felől Kőtelek, délkelet felől Nagykörű, dél felől Csataszög, nyugat felől pedig Besenyszög.

### Megközelítése
Közúton a Szolnok-Csataszög-Kőtelek-Tiszasüly között húzódó 3224-es úton közelíthető meg, mely a belterületétől nem messze keletre halad el; főutcája a 32 129-es számú mellékút. A közúti tömegközlekedést a Volánbusz autóbuszai biztosítják. Vasútvonal nem vezet át a településen, a legközelebbi vasúti csatlakozási lehetőséget Szolnok vasútállomás kínálja.

## Története
1788-ban telepítette a falut a Hunyady grófi család. Nevét is róluk kapta.
1913-ban már Hunyadfalva néven említi a helynévtár.
Népi neve: Keserű.
Sokáig Kőtelek legnépesebb külterületi lakott része volt.
1993-ban vált önálló településsé.

## Közélete

### Polgármesterei
- 1993–1994: …
- 1994–1998: Vékonyné Házi Eszter (független)[4]
- 1998–2002: Vékonyné Házi Eszter (független)[5]
- 2002–2006: Vékonyné Házi Eszter (független)[6]
- 2006–2010: Vékonyné Házi Eszter (független)[7]
- 2010–2014: Vékonyné Házi Eszter (független)[8]
- 2014–2019: Vékonyné Házi Eszter (független)[9]
- 2019–2024: Vékonyné Házi Eszter (független)[10]
- 2024– : Vékonyné Házi Eszter (független)[1]

## Népesség
A település népességének változása:
| Lakosok száma | 176  | 181  | 169  | 155  | 154  | 160  | 166  |
|               | 2013 | 2014 | 2017 | 2021 | 2022 | 2023 | 2024 |

2001-ben a település lakosságának 92%-a magyar, 7%-a cigány és 1%-a német nemzetiségűnek vallotta magát.
A 2011-es népszámlálás során a lakosok 74,4%-a magyarnak, 3,1% cigánynak, 1,5% németnek mondta magát (25,6% nem nyilatkozott; a kettős identitások miatt a végösszeg nagyobb lehet 100%-nál).
2022-ben a lakosság 86,4%-a vallotta magát magyarnak, 1,3% németnek, 0,6% cigánynak, 0,6% románnak, 0,1-0,1% örménynek, bolgárnak, ruszinnak, ukránnak és szlováknak (12,3% nem nyilatkozott; a kettős identitások miatt a végösszeg nagyobb lehet 100%-nál).

## Vallás
A 2001-es népszámlálás adatai alapján a lakosság kb. 65,5%-a római katolikus, kb. 9%-a református, kb. 2,5%-a görögkatolikus és kb. 1,5%-a evangélikus. Más egyházhoz (vagy felekezethez) kb. 1,5% tartozik. Nem tartozik egyik egyházhoz vagy felekezethez sem, illetve nem válaszolt kb. 20%.
2011-ben a vallási megoszlás a következő volt: római katolikus 22,6%, református 7,7%, felekezeten kívüli 31,3% (37,4% nem nyilatkozott).
2022-ben vallásuk szerint 20,1% volt római katolikus, 3,9% református, 1,3% görög katolikus, 30,5% felekezeten kívüli (44,2% nem válaszolt).

### Római katolikus egyház
Az egri érsekség Jász-Kun Főesperességének Jászapáti Esperesi Kerületéhez tartozik. Nem rendelkezik önálló plébániával, Kőtelek plébánia filiája.

### Református egyház
A Dunamelléki Református Egyházkerület (püspökség) Délpesti Református Egyházmegyéjébe (esperesség) tartozik. Nem önálló anyaegyházközség.

### Evangélikus egyház
Az Északi Evangélikus Egyházkerület (püspökség) Dél-Pesti evangélikus egyházmegyéhez (esperesség) tartozó Szolnoki Evangélikus Egyházközséghez tartozik, mint szórvány.

## Nevezetességei
- Római katolikus kápolna: A 19. században épült.